# Vasilij Sergejevič Kalinnikov
Vasilij Sergejevič Kalinnikov (rusko Васи́лий Серге́евич Кали́нников), ruski skladatelj, * 13. januar (1. januar, ruski koledar) 1866, Vojni, Orjolska gubernija, Ruski imperij, † 11. januar 1901, Jalta, Ruski imperij (danes Ukrajina).

## Življenje
Kalinnikov je študiral na semenišču v mestu Orjol, s 14-imi leti pa je postal vodja pevskega zbora. Lasneje je odšel na Moskovski konservatorij, vendar si ni  mogel privoščiti šolnine. Ko je dobil štipendijo, se je šolal na glasbeni šoli Moskovske filharmonične družbe (fagot in kompozicija). V tem času se je preživljal z igranjem (na timpane, violino in fagot) v gledaliških orkestrih in s prepisovanjem notnega materiala.
Leta 1892 ga je Čajkovski predlagal za direktorja gledališča Malïy in za direktorja Italijanskega teatra v Moskvi. Zaradi slabega zdravja in posledic tuberkuloze pa je moral Kalinnikov v toplejše kraje, do konca življenja je bival v Jalti na polotoku Krim. Tu je napisal svoji dve simfoniji in priložnostno glasbo za gledališko predstavo Car Boris (na predlogo Alekseja Tolstoja, 1870). S pomočjo Sergeja Rahmaninova je založnik Jurgensen odkupil nekaj njegovih pesmi in Simfonijo št. 2 (A dur), po njegovi smrti pa še prvo simfonijo (denar je nakazal vdovi).
Leta 2000 je bila nepričakovano izvedena manj znana Kalinnikova skladba, uvertura Bylina (verjetno skomponirana okoli leta 1892), pri kateri je razvidno, da je izjemno podobna Sovjetski himni Aleksandra Aleksandrova (skomponirani med letoma 1936 in 1946). O tej podobnosti so razpravljali tudi v ruski Dumi in istega leta so sprejeli skladbo Aleksandrova, vendar z novim besedilom, za uradno rusko himno. Zaključili so, da je povezava med skladbama lahko naključje.
Vasilijev brat Viktor Kalinnikov je bil tudi skladatelj, komponiral je predvsem zborovsko glasbo in poučeval na moskovski Filharmonični šoli.

## Opus
- Orkesterska dela
  - Simfonija št.1 g-mol (1895)
  - Simfonija št.2 A-dur (1897)
  - Suita h-mol (1892)
  - »Nimfe«, simfonična pesnitev (1889)
  - »Cedra in palma«, simfonična pesnitev (1898)
  - 2 Intermezza, A-dur (1896) in G-dur (1897)
  - Serenada v  g-molu za godalni orkester (1891)
  - Bylina, uvertura (okrog 1892)
  - Glasba za gledališko igro »Car Boris« (1898)
- Vokalna glasba
  - »V letu 1812«, nedokončana opera (1899/1900)
  - Zborovske skladbe
  - Samospevi
- Klavirska glasba
  - krajše skladbe